# 江汉风
《江汉风》，為湖北省荆州电视台的一個電視節目，主要為关注民生、服务民生的大型民生新闻直播栏目。

## 概要
《江汉风》创办于1993年7月，宣传语為“为你为我说实话，知冷知热江汉风”。2004年12月，改版为40分钟民生新闻直播，2006年11月扩版調整为60分钟播報，2010年調整为70分钟，於每天17：50首播。